# 整全觀
整全觀，又称整体论（英語：Holism），主張一个系统（例如宇宙、人體等）中各部分為一有機之整，而不能割裂或分開來理解，与化约论相对。根據此一觀點，分析整體時若將其視作部分的總和，或將整體化約為分離的元素，將難免疏漏。
許多原始文明也有整全觀的概念，例如北美或澳洲的原住民相信他們跟土地、神靈、動植物的聯繫，並體現在宗教儀式之中。
還原論常常被視為對立於整全觀。科學上的還原論的主張為：在一個複雜系統裏，組成部分的行為可以解釋整體系統的表現。18至20世紀流行於科學家之間的哲學邏輯實證論，其中一個信念就是科學研究是階層式的：物理→化學→生物學→心理學→社會科學，化學的法則可以用物理學解釋，生物學的法則可以用化學去解釋。
在學術研究上，對複雜系統的研究，令偏向抽象事物的研究者明白「還原」不足以解釋一個複雜系統內部交叉產生的現象；在現實問題裏，例如處理疾病、貧窮、經濟、城市規劃、慣性收視等問題時，經常需要跨學科的合作；在社會上，20世紀中人們開始重視生態圈、環境保護，國家政府過於追求国内生产总值（GDP）以致忽略國民的生活質素，有人提出国民幸福总值以取代GDP。這些事件，都可以說體現人們更重視整全觀。

## 整全觀在各學科的體現

### 經濟學
讓人民有錢（加薪）就足以處理絕大部分國家治理的問題，而現在的經濟研究裡的觀點，確是沒有錢的時候該怎麼面對，如：廣設大學、全民健保。
而真正的問題因而轉換到，社會學：因人們的懦弱無法面對。政治學：權利鬥爭之下對於人民的思想控制。心理學：從眾心理無法獨立思考。

### 哲学
整全观普遍的出现在东方各家哲学理论中，如中国儒道的天人合一，法于阴阳；又如印度古哲关于梵我合一的论述。
《南华经》齐物论曰：“天地与我并生，万物与我为一。”《化书》曰：“道之委也，虛化神，神化氣，氣化形，形生而萬物所以塞也。道之用也，形化氣，氣化神，神化虛，虛明而萬物所以通也。”这些便在某种层面体现出了东方哲学中的整全观。